# Jan Bandel
Jan Wilhelm Bandel, född 19 juli 1944 i Storkyrkoförsamlingen, Stockholm, är en svensk kompositör och musiker. Han är kanske främst trummis, men framträder även på vibrafon, tablas, gong, träblock och andra rytminstrument med den äran.
Bandel var medlem i bandet The Quints, som 1967 medverkade på samlingsalbumet Zingotoppen med låten Distant Love, skriven av honom själv och Staffan Stenström. Efter att The Quints samma år ombildats till Atlantic Ocean var Bandel medlem i detta band, med vilket han medverkade i Roy Anderssons långfilm En kärlekshistoria (1970). Han var i början av 1970-talet också medlem i banden Jason's Fleece och Sommarfilosoferna samt deltog i projekten Handgjort, Xtra, Tillsammans och Baltik. 
Bandel har under årens lopp också medverkat på skivinspelningar med bland andra Björn Arahb, Berndt Egerbladh, Sam Ellison, Claes af Geijerstam, Lalla Hansson, Ann-Kristin Hedmark, Folk & Rackare, Harpo, Merit Hemmingson, Emil Iwring, Tomas Ledin, Ola Magnell, Pugh Rogefeldt, Anders F. Rönnblom, Janne Schaffer, Bernt Staf, Jeja Sundström & Stefan Demert, Monica Törnell och X Models.

## Filmmusik i urval
- 1970 – En kärlekshistoria
- 1983 – Andra dansen